# Carena de Canyelles
La Carena de Canyelles és una serra situada al municipi de Castellar del Vallès a la comarca del Vallès Occidental, amb una elevació màxima de 513 metres.